# آگخوش، ارمنستان
ایجخوش، ارمنیا (به لاتین: Agekhush, Armenia) یک روستا در ارمنستان است که در استان گغارکونیک واقع شده‌است.  در  کیلومتری شمال گاوار، مرکز استان گغارکونیک واقع شده است.